# Dicyphus discrepans
Dicyphus discrepans är en insektsart som beskrevs av Knight 1923. Dicyphus discrepans ingår i släktet Dicyphus och familjen ängsskinnbaggar. Inga underarter finns listade i Catalogue of Life.